# Црни носорог
Црни носорог (лат. Diceros bicornis) је велики афрички сисар из реда копитара који насељава источне и централне делове Африке укључујући Кенију, Танзанију, Камерун, Јужну Африку, Намибију и Зимбабве. Иако у називу стоји „црни“, ови носорози имају више сиво-белу боју коже.
Међународна унија за очување природе (IUCN) је 7. јула 2006. године објавила да је западноафрички црни носорог (Diceros bicornis longipes), једна од четири подврсте, потенцијално проглашен изумрлим. Према извештају IUCN, популација ове подврсте је пала са 3.000 на само десет примерака недавних година, али специјалисти кажу да ниједан носорог није пронађен током недавног истраживања у северном Камеруну.

## Подврсте
Постоје четири подврсте црних носорога:
- Југоисточни црни носорози (Diceros bicornis minor) најбројнији су црни носорози који настањују Мозамбик, Јужноафричку Републику, централну Танзанију и Замбију.
- Југозападни црни носорози (Diceros bicornis bicornis) боље су прилагођени начину живота у сушним полусушним саванама Намибије, јужне Анголе, западне Боцване и западне Јужноафричке Републике.
- Источноафрички црни носорози (Diceros bicornis michaeli) су у историјско време настањивали јужни Судан, Етиопију, Сомалију на југ све до Кеније и северне Танзаније. Данас претежно живе на простору Танзаније.
- Западноафрички црни носорози (Diceros bicornis longipes) су најређи и најугроженији од подврста. У историјско време су живели на простору великог дела западне Африке. Све донедавно, само неколико јединки је обитавало у северном Камеруну, али 7. јула 2007. године, IUCN су их прогласили за потенцијално изумрлу подврсту.[2]

## Опис
Одрасли црни носорог у раменима достиже висину од 140–180 cm и дужину од 3-3,75 m. У просеку одрасли су тешки од 800-1.400 kg, али забележени су мужјаци тешки и до 2.896 kg. Женке су мање од мужјака. Два рога начињена од кератина полазе од лобање, предњи је дужи (око 50 cm, максимална дужина измерена износила 140 cm). Задњи рог, који је краћи, дужине је око 18 центиметара. Понекад се може формирати и трећи, најмањи рог. Рогови служе за одбрану, застрашивање, ископавање корења и ломљења грања приликом исхране. Најдужи рог црног носорога био је дуг скоро 1,5 m. Боја коже зависи од тамошњих услова у самом тлу где се носорози ваљају, па због тога ниједан „црни“ носорог није заправо црн.
Црни носорози су много мањи од белих носорога, доња усна им је дуга и гипка, њом грабе лишће и младице грмова. Бели носорози имају усне у облику квадрата погодне за пасење траве. Такође се међусобно разликују по томе што црни носорози имају мању лобању и уши, као и по томе што немају упадљиву избочину на раменима као бели носорози.
Најомиљенија боравишта црног носорога су слободне равнице, саване, шикаре и мочваре. Избегавају густе шуме. Може се прилагодити животу на висини до 2.000 метара.

## Размножавање
Одрасли су самотњаци и једино у току сезоне парења се могу мужјак и женка видети у пару. Парење није строго сезонски одређено, али у сувљој околини женке теже да се породе при крају кишне сезоне.
Трудноћа траје од 15 до 16 месеци. Рађа се једно младунче, тешко око 35 до 60 килограма које је спремно да прати мајку већ након три дана. Са две године је у потпуности одгојено. Мајка и младунче остају заједно 2-3 године док се не роди следећа беба; младе женке могу и дуже да остану уз мајку формирајући омање групе. Младунчад представљају мету за хијене и лавове. Полна зрелост код женки се достиже са 5 до 7, а код мужјака са 7 до 8 година. Очекивани животни век у дивљини износи од 35 до 70 година.

## Статус
Већим делом 20. века црни носорог је био најраспрострањенија врста носорога. Око 1900. године претпоставља се да је живело неколико стотина хиљада ових носорога у Африци. Током касних година друге половине 20. века њихов број је озбиљно пао на процењених 70 хиљада, у касним 60-им на свега 10 хиљада до 15 хиљада 1981. године. У раним 90-им, број црних носорога се свео на тек 2.500. Према проценама Светске фондације за заштиту носорога (IRF) целокупна афричка популација се од 90-их година мало побољшала бројећи 3.610 носорога 2003. године.
Северни бели носорог је веома близу истребљења и чека га слична судбина као западноафричког црног, јер се број северних белих носорога свео на само две јединке. Једина подврста за коју се сматра да се опоравила су јужни бели носорози чији се број попео на 14.500 наспрам само 50 прошлог века.
Црни носорог је доведен на саму ивицу истребљења услед губитка станишта и илегалног лова због свог рога. Рог се користи у традиционалној кинеској медицини јер, према речима травара, верује се да има исцелитељско дејство, враћа у живот комиране особе и помаже у лечењу грознице. Такође, кажу да 16 до 18 килограма тежак један рог је довољан за 30-так грама лека како би се излечило стотине људи.